# Aguni-jima
Aguni-jima (jap. 粟国島) ist eine Insel der japanischen Ryūkyū-Inseln.

## Geografie
Sie hat eine Fläche von 7,62 km² und liegt etwa 22 km nördlich von Tonaki-jima. Der östliche Teil der Insel steigt sanft bis auf 20 m an und ist von Sandstränden geprägt, während der Westteil dann von 70 bis 80 m hohen Klippen steil abfällt. Im Westteil befindet sich auch der höchste Punkt der Insel mit 95 m.
Aguni-jima ist die einzige Insel, die die gleichnamige Dorfgemeinde Aguni mit 700 Einwohnern bildet. Ein Fährdienst wird zwischen Aguni-jima und Naha auf Okinawa Hontō betrieben.